# Теплий Стан (станція метро)
55°37′08″ пн. ш. 37°30′28″ сх. д. / 55.61889° пн. ш. 37.50778° сх. д.
«Теплий Стан» (рос. Тёплый Стан) — станція Калузько-Ризької лінії Московського метрополітену. Розташована між станціями «Коньково» і «Ясенєво».
Станцію відкрито в 1987 у складі черги «Беляєво» — «Теплий Стан».

## Вестибюлі
Наземний вестибюль відсутній, вихід в місто здійснюється по підземних переходах на Профсоюзну вулицю, Новоясеневській проспект і вулицю Теплий Стан. Назва — по району, на межі якого станція розташована. Також є виходи до торгово-розважального центру «Принц-Плаза» і «Спектр».

## Пересадки
- Автобуси: е10, с2, с14, 49, 227, 235, 250, 264, 281, 398, 433, 444, 503, 504, 512, 531, 540, 553, 577, 600, 647, 767, 781, 804, 837, 878, 882, 895, 895к, 964, 982, 991, т72, т81

## Технічна характеристика
Конструкція станції — колонна трипрогінна мілкого закладення (глибина закладення — 8 м). На станції — 52 колони з кроком 6,5 м.

## Оздоблення
Колони оздоблені білим мармуром; колійні стіни оздоблені червоно-коричневою керамічною плиткою великого розміру; підлога викладена сірим і чорним гранітом. Світильники знаходяться в нішах склепіння.

## Колійний розвиток

Схема колійного розвитку станції «Теплий Стан»

Станція з колійним розвитком — 2 стрілочних переводи і пошерсний з'їзд.
З самого відкриття і до продовження лінії в бік станції «Новоясеневської», в 1990 році, станція була кінцевою. Потяги оберталися по перехресному з'їзду, на середину 2010-х наполовину розібраний, залишений пошерсний з'їзд.